# Antoni Uwoyń
Antoni Uwoyń z Iwaszka herbu Łabędź – ciwun pojurski w latach 1767–1777, starosta mołowiański.
W załączniku do depeszy z 2 października 1767 roku do prezydenta Kolegium Spraw Zagranicznych Imperium Rosyjskiego Nikity Panina, poseł rosyjski Nikołaj Repnin określił go jako posła wątpliwego dla realizacji rosyjskich planów na sejmie 1767 roku. Poseł Księstwa Żmudzkiego na Sejm Repninowski 1767–1768 roku.